# سرمایه‌گذاری ان‌ان
سرمایه‌گذاری ان‌ان (انگلیسی: NN Investment) شرکت سرمایه‌گذاری هلندی است، که در سال ۱۹۹۴ توسط گروه ان‌ان تأسیس شد.